# Yoshito Ōkubo
Yoshito Ōkubo (大久保嘉人 Ōkubo Yoshito?, Kanda, Fukuoka, 9 de junio de 1982) es un exfutbolista japonés, jugaba de delantero y su último equipo fue el Cerezo Osaka. Es el máximo goleador de la J1 League con 191 tantos, además de haber sido goleador en tres ediciones de la misma. Fue internacional con la Selección de Japón.

## Carrera
Inició su carrera futbolística en el Cerezo Osaka donde en solo cuatro temporadas se reivindicó como un gran goleador, llegando a marcar 51 goles en los 95 partidos que disputó. Actualmente juega en el Kawasaki Frontale
Fue cedido al R. C. D. Mallorca, equipo de la Primera División de España en enero de 2005, con el objetivo de que continuara su progresión como futbolista. Debutó con el Mallorca el 9 de enero de ese mismo año en partido correspondiente al campeonato de liga contra el Deportivo de La Coruña.
Permaneció en el R. C. D. Mallorca hasta el mes de enero de 2006, regresando al Cerezo Osaka y siendo transferido al Vissel Kobe al finalizar esa misma temporada.
El 3 de enero de 2009 fue cedido al VfL Wolfsburgo equipo de la 1. Bundesliga, donde jugó 9 partidos vistiendo la camiseta con el número 8, aunque no llegó a marcar ningún gol, de esta manera se convirtió en el primer delantero japonés que ganó la bundesliga alemana y regresó al Vissel Kobe seis meses después.
Ōkubo pasó a militar en el Kawasaki Frontale japonés en 2013 donde logró coronarse como máximo goleador de la historia de la J.League para, después de tres temporadas en el equipo de Kanagawa, firmar por F. C. Tokyo en enero de 2017.
En el año 2021 volvió nuevamente a Cerezo Osaka. Esa sería la última temporada de su carrera, ya que en noviembre anunció su retirada al final de la misma.

## Selección nacional
Fue internacional con la selección de Japón en 60 ocasiones en las que marcó seis goles.
Hizo su debut como internacional el 31 de mayo de 2003, en un partido amistoso frente a Corea del Sur disputado en el estadio olímpico de Tokio, entró en el campo en sustitución de Takayuki Suzuki.
Marcó su primer gol con la selección el 17 de octubre de 2007 en un partido amistoso ante Egipto disputado en el estadio Nagai de Osaka.
Formó parte del equipo que disputó los Juegos Olímpicos de Atenas 2004, siendo eliminados en primera ronda al quedar cuartos del grupo B por detrás de Paraguay, Italia y Ghana.
El 12 de mayo de 2014 fue incluido por el entrenador Alberto Zaccheroni en la lista final de 23 jugadores que representaron a Japón en la Copa Mundial de Fútbol de 2014 en Brasil.

### Goles internacionales
| # | Fecha                   | Sede                                         | Oponente  | Gol | Resultado | Competición                                |
| - | ----------------------- | -------------------------------------------- | --------- | --- | --------- | ------------------------------------------ |
| 1 | 17 de octubre de 2007   | Estadio Yanmar Nagai, Osaka, Japón           | Egipto    | 1-0 | 4–1       | Copa de Naciones Afroasiáticas 2007        |
| 2 | 17 de octubre de 2007   | Estadio Yanmar Nagai, Osaka, Japón           | Egipto    | 2-0 | 4–1       | Copa de Naciones Afroasiáticas 2007        |
| 3 | 6 de febrero de 2008    | Estadio Saitama 2002, Saitama, Japón         | Tailandia | 2-1 | 4–1       | Clasificación para la Copa Mundial de 2010 |
| 4 | 2 de junio de 2008      | Estadio Nissan, Yokohama, Japón              | Omán      | 2-0 | 3–0       | Clasificación para la Copa Mundial de 2010 |
| 5 | 13 de noviembre de 2008 | Estadio Misaki Park, Kōbe, Japón             | Siria     | 3-0 | 3–1       | Amistoso                                   |
| 6 | 6 de junio de 2014      | Estadio Raymond James, Tampa, Estados Unidos | Zambia    | 4-3 | 4–3       | Amistoso                                   |

## Clubes
| Club                       | País     | Año       |
| -------------------------- | -------- | --------- |
| Cerezo Osaka               | Japón    | 2001-2006 |
| R. C. D. Mallorca (cedido) | España   | 2005-2006 |
| Vissel Kobe                | Japón    | 2007-2008 |
| VfL Wolfsburgo             | Alemania | 2009      |
| Vissel Kobe                | Japón    | 2009-2012 |
| Kawasaki Frontale          | Japón    | 2013-2016 |
| F. C. Tokyo                | Japón    | 2017      |
| Kawasaki Frontale          | Japón    | 2018      |
| Júbilo Iwata               | Japón    | 2018-2019 |
| Tokyo Verdy                | Japón    | 2020      |
| Cerezo Osaka               | Japón    | 2021      |

## Palmarés

### Títulos nacionales
| Título     | Club           | País     | Año  |
| ---------- | -------------- | -------- | ---- |
| Bundesliga | VfL Wolfsburgo | Alemania | 2009 |

### Distinciones individuales
| Distinción                                 | Año  |
| ------------------------------------------ | ---- |
| Futbolista joven del Año en Asia           | 2003 |
| Máximo goleador de la J1 League (26 goles) | 2013 |
| Máximo goleador de la J1 League (18 goles) | 2014 |
| Máximo goleador de la J1 League (23 goles) | 2015 |